# Келлер-Герман, Эдит
Эдит Келлер-Герман (урожд. Келлер; нем. Edith Keller-Herrmann; 17 ноября 1921, Дрезден, Саксония — 12 мая 2010, Ингольштадт, Бавария) — немецкая шахматистка, гроссмейстер (1978). Служащая. Мастер спорта ГДР (1952).

## Биография
Победительница общегерманских первенств (1942, 1947, 1951, 1952 и 1953) и чемпионатов ГДР (1950, 1952, 1956, 1957 и 1960). В 1953 участница чемпионата ГДР среди мужчин — 9-е место. В 1949—1959 с успехом выступала в соревнованиях на первенство мира среди женщин (в 1949/1950 — 5—7-е места); в турнирах претенденток: 1952 — 4—6-е; 1955 — 3-е; 1959 — 4—5-е места. Возглавляла женскую команду ГДР на Олимпиадах 1957 (1-е место с результатом 10½ очков из 14), 1963 (2-е место — за Н. Гаприндашвили, 11½ из 14) и 1966.
Лучшие результаты в других международных соревнованиях: Гастингс (1954/1955) — 1-е место (мужской турнир «Б»); Вена (1957) — 1-е; Будапешт (1966) — 4-е; Галле (1967) — 1-е места.
Шахматистка позиционного стиля.

## Примечательные партии
Э. Келлер-Герман — Н. Россолимо 

(мужской международный турнир, Дортмунд, 1951) 

1.d4 Kf6 2.с4 g6 3.Кс3 Cg7 4.е4 d6 5.f3 0—0 6.Се3 е5 7.Kge2 ed 8.К:d4 Ле8 9.Се2 Kbd7 10.0—0 а5 11.Фd2 Кс5 12.Лfd1 Kfd7 13.Kd5 Kf8 14.Ле1 с6 15.Кс3 а4 16.Лad1 Фа5 17.Кс2 Се5 18.Cd4 Kfe6 19.Се3 Фd8 20.Cf1 Фh4 21.g3 Фf6 22.Cg2 а3 23.f4 С:с3 24.Ф:с3 Ф:с3 25.bc Ka4 26.Л:d6 К:с3 27.f5 gf 28.ef Kf8 29.Cd2 С:f5 30.Kd4 Л:e1+ 31.С:e1 К:а2 32.К:f5 Ке6 33.Лd1 c5 34.Ла1 Кb4 35.С:b7 Ла7 36.Ce4 Kg5 37.Cb1 Kf3+ 38.Kpf2 К:e1 39.Kp: e1 a2 40.Ce4 Ла6 41.Kpd2, 1:0.

## Изменения рейтинга
| Графики недоступны из-за технических проблем. См. информацию на Фабрикаторе и на mediawiki.org. |